# 顏篪
顏篪（15世紀—16世紀），字克和，南直隸蘇州府太倉州人，明朝政治人物。

## 生平
成化元年（1465年），顏篪舉乙酉科應天府鄉試。官梁山縣教諭，為師端莊嚴謹，陞任國子監助教，再陞南京翰林院檢討，管南京國子監事。後致仕。他侍奉父母至孝，對兄弟友愛，教學不專注文字，倉促間依然有規矩，國子監祭酒丘濬稱他是「敦篤為己」之士。

## 事跡
顏篪曾跟隨陸容學習，五歲時行子弟禮，陸容去世後為對方寫下年譜作傳記。

## 引用
1. ↑  四庫全書《四川通志·卷七上·名宦》：顔箎 太倉人，成化初任梁山敎諭，師範端嚴，陞國子助敎。
2. 1 2  民國《太倉州志·卷十八·人物二》：顏篪，字克和，成化元年舉人，選梁山教諭，厯陞國子監助教、南京翰林院檢討，仍管南監事致仕。篪事親孝，待叔季友愛，教學不專於文，造次皆有法度，在國子時祭酒邱濬稱為「敦篤為己」之士；初從學於陸容，篪長五歲執子弟禮，容歿，篪追述年譜以傳。